# Herminia theralis
Herminia theralis är en fjärilsart som beskrevs av Walker 1859. Herminia theralis ingår i släktet Herminia och familjen nattflyn. Inga underarter finns listade i Catalogue of Life.